# Distretto di Chemba
Il distretto di Chemba è un distretto del Mozambico, facente parte della Provincia di Sofala.

## Suddivisioni amministrative
Il distretto è suddiviso in tre sottodistretti amministrativi (posti amministrativi):
- Chemba
- Chiramba
- Mulima